# William Manchester
William Raymond Manchester (1 de abril de 1922 - 1 de junio de 2004) fue un historiador y biógrafo estadounidense. Tuvo éxito de ventas con sus 18 libros los cuales han sido traducidos a más de 20 idiomas.
Los trabajos de Mánchester se hicieron especialmente reconocidos a raíz de la publicación de "Muerte de un Presidente", un pormenorizado y detallado relato de los acontecimientos que rodearon el antes, durante y después del asesinato del Presidente John Fitzgerald Kennedy (Dallas, Texas, 22 de noviembre de 1963), autorizado por la familia Kennedy. La revista "Look" acordó pagar un precio récord de 665 000 dólares por los derechos de publicar pasajes completos del libro. El libro salió a la luz en el año de 1967 y en donde una de las aristas de ese libro, incluía una descripción tosca, poco favorecedora del presidente Lyndon B. Johnson, especialmente sobre las interacciones que había mantenido con Jacqueline y Robert Kennedy, el día del asesinato.
Recibió la National Humanities Medal en 2001.